# Luci Cecili Metel Calvus
Luci Cecili Metel Calvus (llatí: Lucius Cæcilius Q. f. L. n. Metellus Calvus) va ser un magistrat romà, fill de Quint Cecili Metel i germà de Quint Cecili Metel Macedònic. Formava part de la gens Cecília, una antiga família romana d'origen plebeu.
Va ser cònsol l'any 142 aC juntament amb Quint Fabi Màxim Servilià. Del seu període només es recorda que va fer de testimoni (junt amb el seu germà Metel Macedònic) contra Quint Pompeu (cònsol 141 aC), que va ser acusat d'extorsió. Va tenir diversos fills, entre els quals Quint Cecili Metel Numídic i Luci Cecili Metel Dalmàtic, i una filla, Cecília Metel·la, casada amb Luci Licini Lucul.